# حصار لويسبورغ (1758)
تعتبر معركة حصار لويسبورغ معركة محورية في حرب السبعة أيام (والمعروفة في الولايات المتحدة باسم الحرب الفرنسية الهندية) في عام 1758 وانتهت بإنهاء العصر الاستعماري الفرنسي في منطقة كندا بالمحيط الأطلنطي وأدت مباشرة إلى فقدان مدينة كيبك في عام1759 وما تبقى من المستعمرة الفرنسية في أمريكا الشمالية في العام التالي.

## الخلفية
أدركت الحكومة البريطانية أنه مع وقوع حصن لويسبورغ تحت سيطرة فرنسا كان من المحال أن تبحر البحرية الملكية أسفل نهر سانت لورانس للهجوم على كيبك دون اشتباكات. وبعد عودة قوة استكشاف لويسبورغ في عام 1757 بقيادة لورد لودون بسبب بسالة القوة البحرية الفرنسية بقيادة ويليام بيت عقد العزم على المحاولة مرة أخرى بقيادة جديدة.
وعهد بيت بمهمة الاستيلاء على الحصن إلى اللواء ركن جيفري أمهرست. وكان عمداء أمهرست تشارلز لورنس وجيمس وولف وإدوارد ويتمور، وأسند العمليات البحرية إلى العميد إدوارد بوسكاوين. وعين رئيس المهندسين جون هنري باستيد الذي شهد الحصار الأول لمدينة لويسبورغ في عام 1745 وكان كبير المهندسين في عمليتي مدينتي فورت ساينت فيليب ومينوركا في عام 1756 عندما سلم البريطانيون الحصن والجزيرة للفرنسيين بعد حصار دام طويلاً.
وبينما هم كذلك في عام 1757، وضع الفرنسيون خططهم للدفاع عن لويسبورغ بحشد كبير من قوات البحرية، وبالرغم من ذلك تم محاصرة الأسطول الفرنسي الذي أبحر من طولون في قرطاجنة عن طريق القوات البريطانية معركة قرطاجنة. بعد ذلك تخلى الفرنسيون عن محاولاتهم تقديم الدعم لمدينة لويسبورغ عن طريق البحر المتوسط مما يعني أنه سيكون هناك عدد قليل من السفن التي ستعترض طريق البريطانيين نحو لويسبورغ.

## سير المعركة

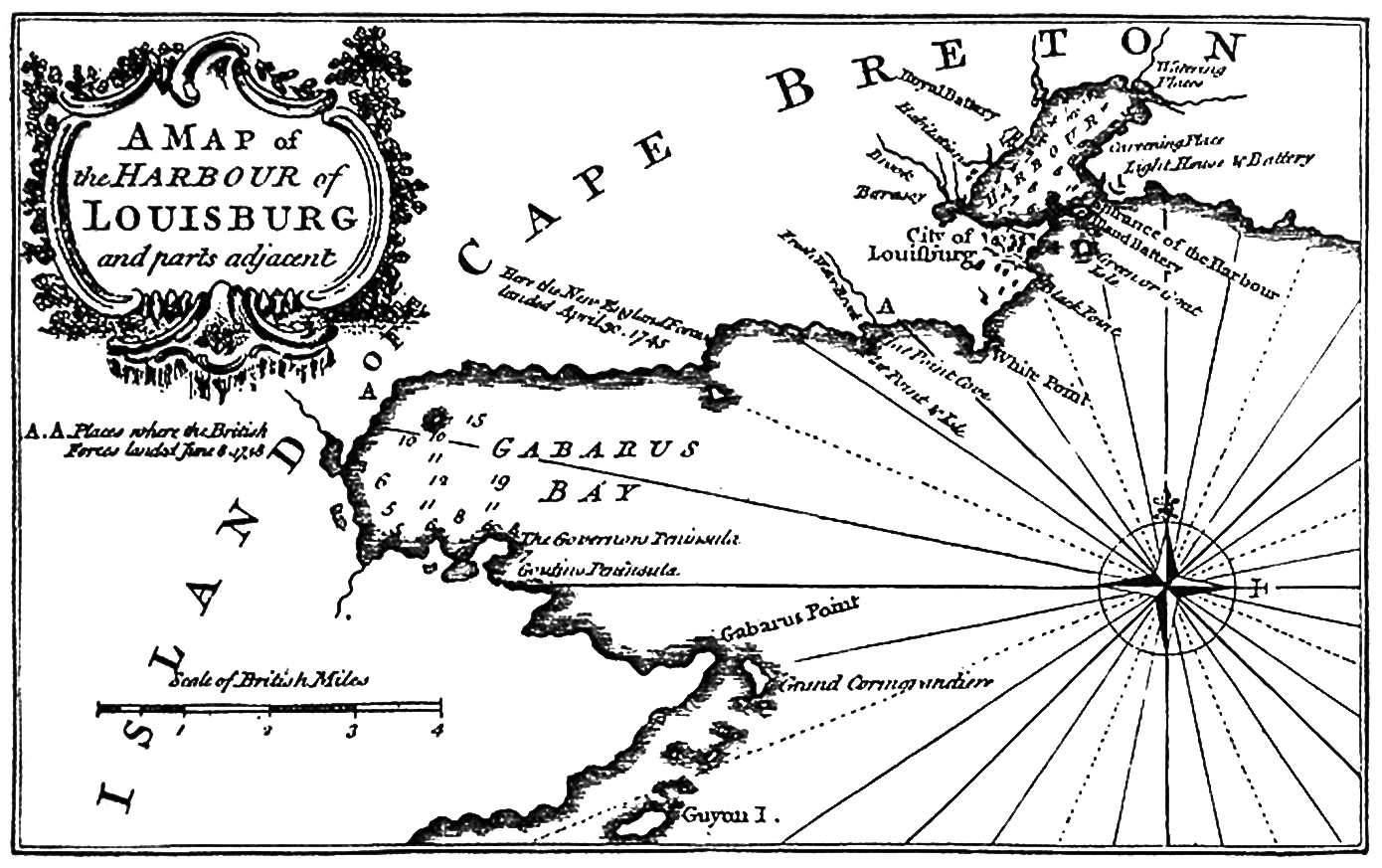
خريطة حصن لويسبورغ (1758)

تجمعت القوات البريطانية في هاليفاكس، نوفا سكوتيا حيث قضى الجيش ووحدات البحرية غالبية شهر مايو في التدريب معًا من أجل الغزو الكبير بالأسطول والقوات البرية معًا. وبعد هذا الحشد الكبير في مبنى جريت بونتاك رحل الأسطول البحري الملكي عن هاليفاكس متجهًا نحو لويسبورغ. وكان الأسطول يتكون من 150 سفينة نقل و40 سفينة حربية. كانت هذه السفن تحمل ما يقترب من 14000 جندي وكان جميعها تقريبًا أعضاء منتظمين (باستثناء أربع كتائب من قوات الصاعقة الأمريكية). وقسمت القوة إلى ثلاث سرايا: الأحمر، تحت إمرة القائد جيمس وولف والأزرق تحت إمرة القائد تشارلز لورانس والأبيض تحت إمرة القائد إدوارد ويتمور. وفي 2 يونيو، عسكرت القوات البريطانية في خليج جباروس الذي يبعد 3 أميال (4.8 كم) عن لويسبورغ.
وكان تحت إمرة القائد الفرنسي(حاكم مقاطعة إيل رويال) شوفالييه دي دروكو ما يقترب من 3500 ضابط انتظامي و3500 من مشاة البحرية والبحارة من السفن الحربية الفرنسية بالميناء. وبالرغم من ذلك على النقيض من العام الماضي، لم تكن البحرية الفرنسية قادرة على التجمع بأعداد كبيرة لتتمكن من ترك الأسطول الفرنسي في لويسبورغ لتكون نسبة عددهم من واحد إلى خمسة بالنسبة للأسطول البريطاني. أمر القائد دروكو بتجهيز الخنادق وأن يشرف عليها 2000 من رجال القوات الفرنسية بجانب الدفاعات الأخرى مثل بطاريات المدفعية في كينسينجتون كوف.

## معرض صور

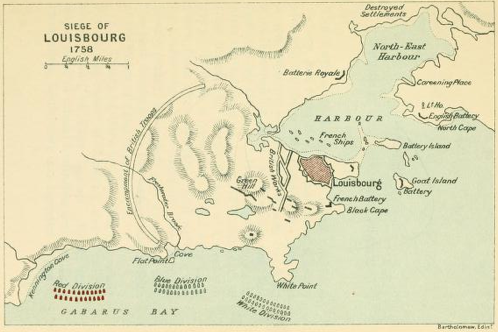
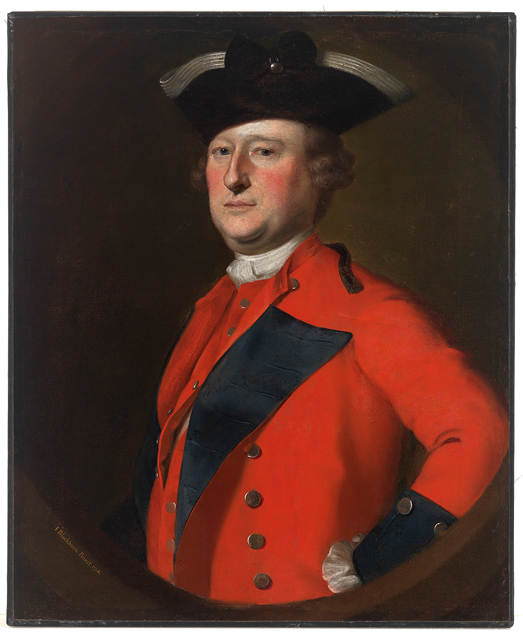

## قائمة المصادر
- Anderson, Fred. Crucible of War (2000) pp 250–256
- Brumwell, Stephen. Paths of Glory: The Life and Death of General James Wolfe. Hambledon Continuum, 2007 ISBN 1847252081
- Chartrand, Rene Louisbourg 1758
- Hough, Richard. Captain James Cook: a biography. Hodder & Stoughton, 1995
- Fowler, William M. Empires at War: The French and Indian War and the Struggle For North America. Vancouver: Douglas & McIntyre Ltd., 2005
- Hitsman, J. McKay and C.C.J. Bond. "The Assault Landing at Louisbourg, 1758," Canadian Historical Review (1954) 35:314-330.
- A.J.B. Johnson, Endgame 1758:The Promise, the Glory and the Despair of Louisbourg's Last Decade, Sydney, NS: Capre Breton University Press, 2008
- J.S. McLennan, Louisbourg: From its Founding to its Fall by Macmillian and Co. Ltd London, UK 1918
- Warner, Oliver. With Wolfe to Quebec. Toronto: William Collins Sons and Company Ltd., 1972 ISBN 0-00-211942-0
- The Naval Chronicle. Bunney & Gold. ج. 07. مؤرشف من الأصل في 2022-08-15.